# ビルゲ・ブカ
ビルゲ・ブカ（Bilge buqa、生没年不詳）は、天山ウイグル王国及びモンゴル帝国に仕えたウイグル人文官の一人。『元史』での漢字表記は仳理伽普華/ビルゲ・ブカ(pǐlǐgā pǔhuá)であるが、『圭斎集』巻11高昌偰氏家伝などでは仳俚伽帖穆爾/ビルゲ・テムル(pǐlǐgā tièmùĕr)とも表記される。
天山ウイグル王国が西遼を見限り、モンゴル帝国に内附するに当たり大きな役割を果たしたことで知られる。

## 概要
ビルゲ・ブカの家系は天山ウイグル王国で代々国相を輩出した名家で、イルティリシュ・カガンを助けて突厥第二可汗国の建設に大きな役割を果たしたトニュクク（古テュルク語: 𐱃𐰆𐰪𐰸𐰸 - Tonyuquq：暾欲谷、阿史徳元珍）の末裔を称する。トニュククから約120年を経た子孫が答剌罕・阿大都督・太師・大丞相を号した克直普爾で、その次男のヨシュムト（堊思弼）の息子がビルゲ・ブカであった。
ビルゲ・ブカは幼い頃から聡明で、16歳にして国相・答剌罕の地位を継承した。この頃、天山ウイグル王国の宗主国である西遼は少監（シューケム）なる人物を監国として派遣していたが、横暴な振るまいによってウイグル人たちの恨みを買っていた。時のウイグル国王（イディクート）のバルチュク・アルト・テギンがビルゲ・ブカに少監への対応について相談したところ、ビルゲ・ブカは「少監を殺害し、国を挙げてモンゴル帝国に来帰すれば、西遼国はさぞかし震駭するでしょう」と答えたという。この回答にバルチュクがどのように反応したかは記録にないが、ビルゲ・ブカの主導によって少監は包囲され、少監は高殿に逃れようとしたが追いつかれて殺され、その首は高殿から投げ捨てられたという。ただし、ジュヴァイニーの『世界征服者史』などは「少監（シューケム）は宮殿で包囲された結果、倒壊した家屋につぶされて圧死した」という異なる死に様を伝えている。
この功績によりビルゲ・ブカはビルゲ・クティ（Bilge Quti）という称号を与えられ、その妻はQïz-Tärim（赫思迭林）と号したという。また、「高昌偰氏家伝」はウイグル国の大臣としてシャド（šad/設）もしくはシャル（šāĺ/沙爾）と呼ばれたと記すが、前者はテュルク系突厥・ウイグル帝国の称号、後者はモンゴル系契丹国の称号でそれぞれ語源を異にし、シャド（šad）とシャル（šāĺ）を混同するのは著者である欧陽玄の誤解であると指摘されている。
しかし、天山ウイグル王国がモンゴル帝国に服属してから間もなく、周囲の者達がビルゲ・ブカを妬んで「少監が奪った、先王の宝である真珠の耳飾をビルゲ・ブカが隠し持っている」と国王に讒言した。国王は怒ってこれを捜させたが見つからず、いわれのない罪を着せられたビルゲ・ブカは国王を見限ってチンギス・カンの下に亡命した。チンギス・カンはビルゲ・ブカを歓迎して金虎符・獅鈕銀印・金螭椅などを授け、ビルゲ・ブカの側は弟のユリン・テムルを質子（トルカク）として差し出した。
これ以後のビルゲ・ブカの動向は記録にないが、後にサランディ・テギン王の時代に天山ウイグル王国領内のムスリムを虐殺する陰謀に加わったウイグル貴族の「ビルゲ・クティ（Bilge Quti）」はビルゲ・ブカと同一人物ではないかとする説がある。ビルゲ・ブカの子孫については記録がないが、質子（トルカク）としてチンギス・カンに仕えるようになったユリン・テムルの子孫は代々モンゴル帝国に高官を輩出する有力家系となっていった。

## 高昌偰氏
- ヨシュムト（Yošmut ＞堊思弼/èsībì）
  - ビルゲ・ブカ（Bilge buqa ＞仳理伽普華/pǐlǐgā pǔhuá）
  - ユリン・テムル（Yulïn temür ＞岳璘帖穆爾/yuèlín tièmùĕr）
    - イトミシュ・ブカ（Itmiš buqa ＞益弥勢普華/yìmíshì pǔhuá）
    - トドゥンミシュ・ブカ（Tudunmiš buqa ＞都督弥勢普華/dōudūmíshì pǔhuá）
    - カイジュ・ブカ（Qaiǰu buqa ＞懐朱普華/huáizhū pǔhuá）
    - トゥルミシュ（Turmiš ＞都爾弥勢/dōuěrmíshì）
    - バサ・ブカ（Basa buqa ＞八撒普華/bāsā pǔhuá）
    - フレグ・ブカ（Hülegü buqa＞旭烈普華/xùliè pǔhuá）
    - コシャン（Qošang ＞各尚/gèshàng）
    - カラ・ブカ（Qara buqa ＞合剌普華/hélá pǔhuá）
      - 偰文質（xiè wénzhì）
        - 偰直堅（xiè zhíjiān）
        - 偰哲篤（xiè zhédǔ）
          - 偰遜（xiè xùn）
            - 偰長寿（xiè chángshòu）
            - 偰延寿（xiè yánshòu）
            - 偰福寿（xiè fúshòu）
            - 偰慶寿（xiè qìngshòu）
              - 偰循（xiè xún）

            - 偰眉寿（xiè méishòu）

        - 偰朝吾（xiè cháowú）
        - 偰列箎（xiè lièchí）
        - 偰玉立（xiè yùlì）

      - 越倫質（Yügrünči ＞yuèlúnzhì）
        - 善著（shànzhù）

    - トゥケリク・ブカ（Tükellig buqa ＞独可理普華/dúkělǐ pǔhuá）
    - トレ・ブカ（Töre buqa ＞脱烈普華/tuōliè pǔhuá）
- トキシュ（Toqiš ＞多和思/duōhésī）
  - サルギス（Sargïs ＞撒吉思/sājísī）
    -       - ダルマ（Dharma ＞答里麻/dālǐmá）